# Хуан Хисберт старши
Хуан Хисберт старши (на испански: Juan Gisbert Sr.) е испански тенисист.

## Биография
Хуан Хисберт старши е роден на 5 април 1942 г. в Барселона, Испания.

## Кариера
Хуан Хисберт старши достига до номер 14 в света през 1967 г. Той е активен от 1956 до 1976 г. и печели 14 титли в кариерата си на сингъл.
През юни 1965 г. Хисберт печели Conde de Godo Championships (понастоящем Барселона Оупън), на клей в Реал Тенис Клуб, побеждав Мануел Сантана, Рафаел Осуна и Мартин Мълиган.
Той спечели една титла на сингъл от ATP (плюс няколко други) и достига до финалите на Австралийското първенство през 1968 г. и на Синсинати Оупън през 1971 г.
Хуан Хисберт печели през 1971 г. Баварски международен шампионат по тенис в Мюнхен на клей, побеждава Мълиган, Кристиан Кунке и Петер Шоке на финала.

## Кариерна статистика

#### Финали на сингъл отГолям шлем(1)
| година | турнир       | съперник  | резултат                   |
| ------ | ------------ | --------- | -------------------------- |
| 1968   | ОП Австралия | Бил Боури | 7 – 5, 2 – 6, 9 – 7, 6 – 4 |

### ATP финали на сингъл (1 титли; 6 финала)
- Само в Оупън ерата

### ATP финали на двийки (21 титли; 38 финала)
- Само в Оупън ерата